# Hunter Mahan
Hunter Myles Mahan (født 17. maj 1982 i Orange, Californien, USA) er en amerikansk golfspiller, der (pr. oktober 2010) står noteret for tre PGA Tour-sejre gennem sin professionelle karriere. Hans bedste resultat i en Major-turnering er en 6. plads, som han har opnået ved både US Open og British Open.
Mahan har to gange, i 2008 og 2010, repræsenteret det amerikanske hold ved Ryder Cuppen.

## PGA Tour-sejre
- 2007: Travelers Championship
- 2010: Waste Management Phoenix Open
- 2010: WGC-Bridgestone Invitational